# Instituto Antoniano
El Instituto Antoniano (en italiano: Istituto Antoniano) fue creado en Bolonia, Italia en 1953 por los franciscanos, (los Frailes Menores). El Convento de los Franciscanos que gobiernan el establecimiento está construido junto a la Iglesia de San Antonio, de ahí el nombre del Instituto. El Instituto se estableció como una iniciativa de servicio a la comunidad con el objetivo de ayudar a los menos afortunados de los franciscanos. En 1953 la pobreza estaba muy ampliamente difundida en toda Italia y el Antoniano estableció un comedor de beneficencia que todavía existe hoy.